# 1130 w polityce

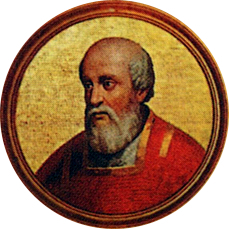
Honoriusz II

Wydarzenia polityczne w 1130 roku.

## Wydarzenia
- Antypapież Anaklet II koronował Rogera II na króla Sycylii[1][2].

## Zmarli
- 13 lutego Honoriusz II, papież[3].
- 26 marca Sigurd I Krzyżowiec, król norweski[4].